# Synagoge (Struth)

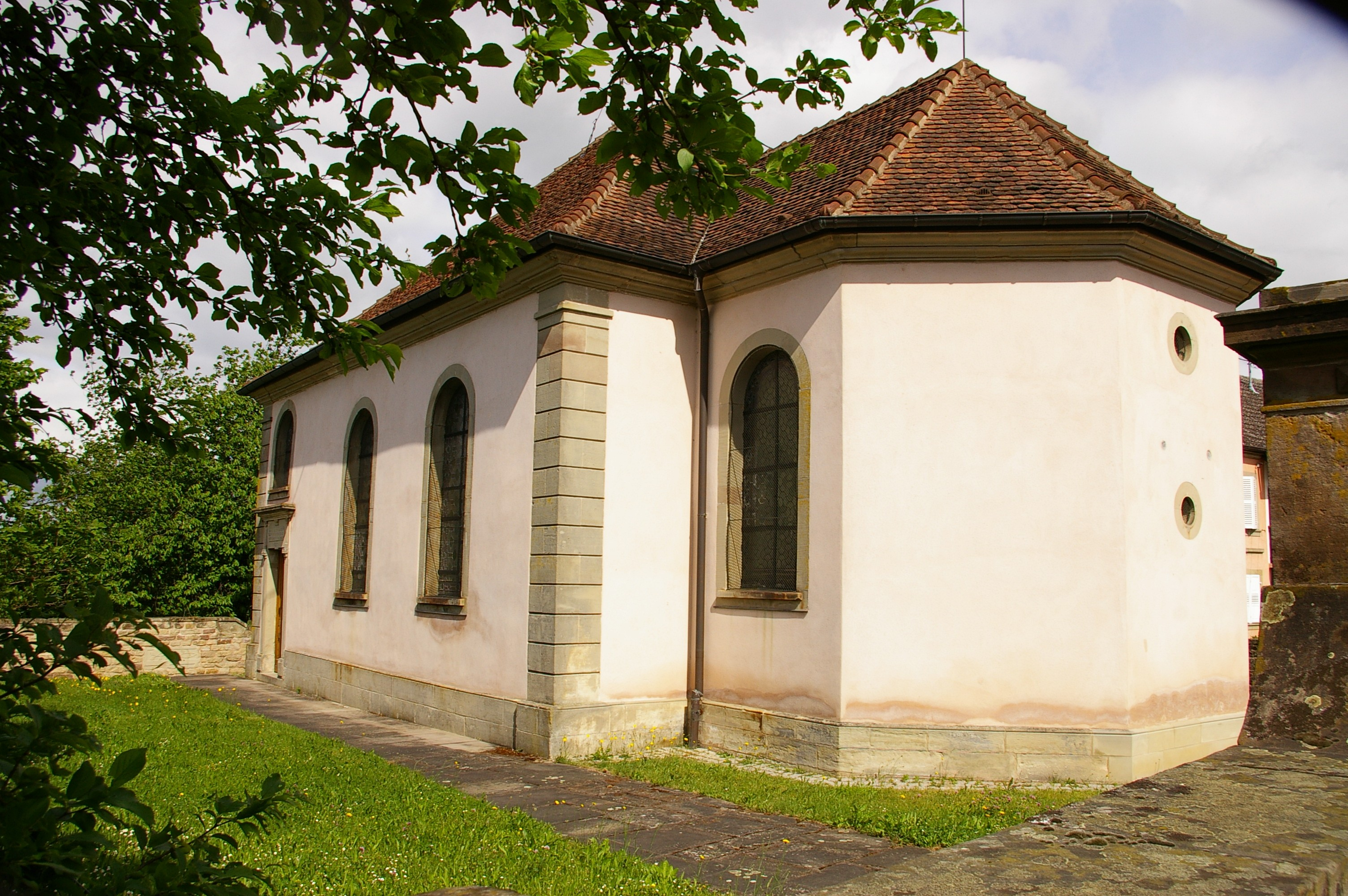
Synagoge in Struth, 2007

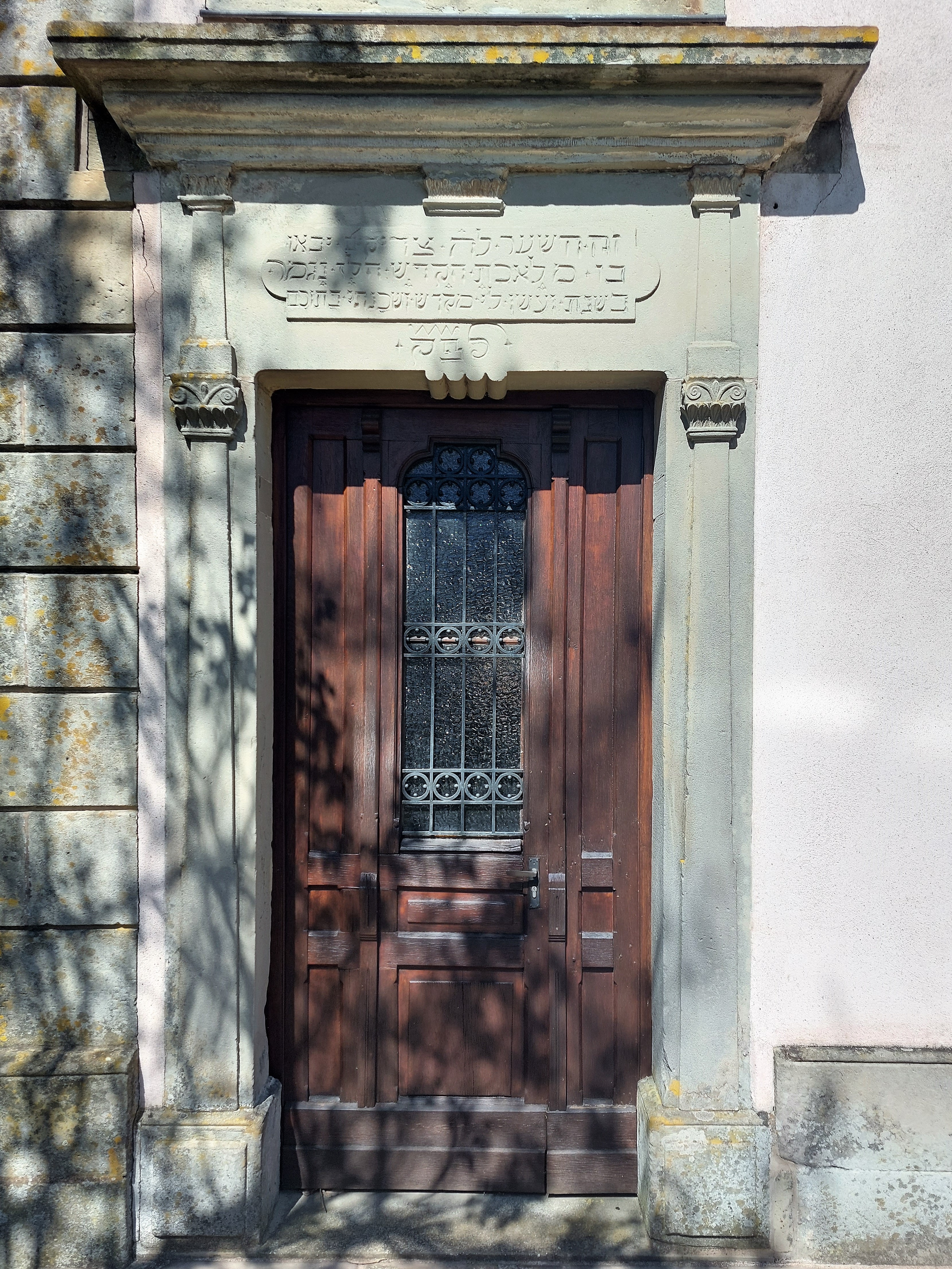
Portal

Die Synagoge in Struth, einer französischen Gemeinde im Département Bas-Rhin in der historischen Region Elsass, wurde 1836 erbaut. Die Synagoge befindet sich in der Rue Principale; sie steht seit 1987 unter Denkmalschutz (Monument historique).

## Geschichte
Die 1836 erbaute Synagoge weist in ihrem Äußeren klassizistische Stilelemente auf. Bei der um 1850 erfolgten Renovierung wurde das bis heute erhaltene Mobiliar, im neoromanischen Stil, eingebaut. 1903 wurde die Synagoge durch eine polygonale Apsis vergrößert. Sie enthält heute noch einen Beschneidungsstuhl und die Frauenempore sowie Thorarollen. Bis 1969 wurden regelmäßig Gottesdienste gefeiert; seitdem nur noch an den Hohen Feiertagen.
1997 wurde das Äußere und 2002 der Innenraum der Synagoge restauriert.
Über dem Portal ist folgende Inschrift angebracht: Dies ist das Tor zum Herrn, die Gerechten werden es durchschreiten... (Psalm 118, 20)